# Tweede Kamerverkiezingen in het kiesdistrict Zierikzee

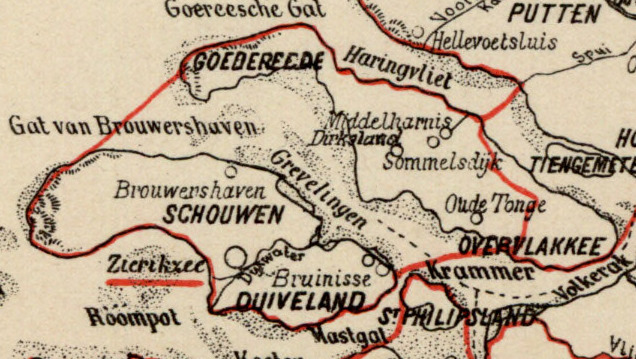
Kiesdistrict Zierikzee (1888)

Tweede Kamerverkiezingen in het kiesdistrict Zierikzee geeft een overzicht van verkiezingen voor de Nederlandse Tweede Kamer in het kiesdistrict Zierikzee in de periode 1848-1918.
Het kiesdistrict Zierikzee werd ingesteld na de grondwetsherziening van 1848. Tot het kiesdistrict behoorden de volgende gemeenten: Bommenede, Brouwershaven, Bruinisse, Burgh, Colijnsplaat, Dreischor, Duivendijke, Elkerzee, Ellemeet, Haamstede, Kats, Kerkwerve, Kortgene, Nieuwerkerk, Noordgouwe, Noordwelle, Oosterland, Oud-Vossemeer, Ouwerkerk, Poortvliet, Renesse, Scherpenisse, Serooskerke, Sint Annaland, Sint Maartensdijk, Sint Philipsland, Stavenisse, Tholen, Wissenkerke, Zierikzee en Zonnemaire.
In 1850 werd de indeling van het kiesdistrict gewijzigd. De gemeenten Colijnsplaat, Kats, Kortgene, Oud-Vossemeer, Poortvliet, Scherpenisse, Sint Maartensdijk, Tholen en Wissenkerke werden toegevoegd aan het kiesdistrict Goes. Tevens werd een gedeelte van het opgeheven kiesdistrict Brielle (de gemeenten Den Bommel, Dirksland, Goedereede, Herkingen, Melissant, Middelharnis, Nieuwe Tonge, Onwaard, Ooltgensplaat, Ouddorp, Oude Tonge, Roxenisse, Sommelsdijk, Stad aan 't Haringvliet en Stellendam) toegevoegd aan het kiesdistrict Zierikzee.
In 1864 werd de indeling van het kiesdistrict wederom gewijzigd. De gemeenten Sint Annaland, Sint Philipsland en Stavenisse werden toegevoegd aan het kiesdistrict Goes.
In 1888 werd de indeling van het kiesdistrict wederom gewijzigd. De gemeenten Den Bommel, Ooltgensplaat en Stad aan 't Haringvliet werden toegevoegd aan het kiesdistrict Brielle.
Het kiesdistrict Zierikzee vaardigde in dit tijdvak per zittingsperiode één lid af naar de Tweede Kamer. 
Legenda
- cursief: in de eerste verkiezingsronde geëindigd op de eerste of tweede plaats, en geplaatst voor de tweede ronde;
- vet: gekozen als lid van de Tweede Kamer.

## 30 november 1848
De verkiezingen werden gehouden na ontbinding van de Tweede Kamer, na inwerkingtreding van de herziene grondwet.
|                  | 30 november |
| ---------------- | ----------- |
| Kiesgerechtigden | 770         |
| Opkomst          | 634         |
| Geldige stemmen  | 630         |
| Blanco stemmen   | 4           |
| Kandidaten       |             |
| G.A. Fokker      | 401         |
| W.J.P. Kroef     | 146         |
| J.H.L. Vader     | 21          |
| W.D. de Jonge    | 10          |

## 27 augustus 1850
De verkiezingen werden gehouden na ontbinding van de Tweede Kamer, na inwerkingtreding van de Kieswet.
|                  | 27 augustus |
| ---------------- | ----------- |
| Kiesgerechtigden | 1.264       |
| Opkomst          | 864         |
| Geldige stemmen  | 855         |
| Blanco stemmen   | 6           |
| Kandidaten       |             |
| S.H. Anemaet     | 480         |
| G.A. Fokker      | 182         |
| W.J.P. Kroef     | 117         |
| A. van Weel      | 23          |
| A.J.F. Egter     | 14          |

## 8 juni 1852
De verkiezingen werden gehouden vanwege de afloop van de zittingstermijn van het gekozen lid. 
|                   | 8 juni |
| ----------------- | ------ |
| Kiesgerechtigden  | 1.296  |
| Opkomst           | 651    |
| Geldige stemmen   | 643    |
| Blanco stemmen    | 8      |
| Kandidaten        |        |
| S.H. Anemaet      | 378    |
| G.A. Fokker       | 120    |
| Æ. Mackay         | 43     |
| W.J.P. Kroef      | 31     |
| A.W. van Kerkwijk | 18     |

## 17 mei 1853
De verkiezingen werden gehouden na ontbinding van de Tweede Kamer.
|                        | 17 mei | 31 mei |
| ---------------------- | ------ | ------ |
| Kiesgerechtigden       | 1.253  | 1.253  |
| Opkomst                | 978    | 931    |
| Geldige stemmen        | 975    | 918    |
| Blanco stemmen         | 3      | 9      |
| Kandidaten             |        |        |
| J.F. Schuurbeque Boeye | 346    | 516    |
| S.H. Anemaet           | 305    | 402    |
| Æ. Mackay              | 205    |        |
| G.A. Fokker            | 64     |        |

## 13 juni 1854
De verkiezingen werden gehouden vanwege de afloop van de zittingstermijn van het gekozen lid. 
|                        | 13 juni |
| ---------------------- | ------- |
| Kiesgerechtigden       | 1.253   |
| Opkomst                | 886     |
| Geldige stemmen        | 847     |
| Blanco stemmen         | 13      |
| Kandidaten             |         |
| S.H. Anemaet           | 487     |
| J.F. Schuurbeque Boeye | 332     |

## 8 juni 1858
De verkiezingen werden gehouden vanwege de afloop van de zittingstermijn van het gekozen lid. 
|                        | 8 juni |
| ---------------------- | ------ |
| Kiesgerechtigden       | 1.325  |
| Opkomst                | 852    |
| Geldige stemmen        | 818    |
| Blanco stemmen         | 12     |
| Kandidaten             |        |
| S.H. Anemaet           | 668    |
| J.F. Schuurbeque Boeye | 113    |

## 10 juni 1862
De verkiezingen werden gehouden vanwege de afloop van de zittingstermijn van het gekozen lid. 
|                         | 10 juni |
| ----------------------- | ------- |
| Kiesgerechtigden        | 1.393   |
| Opkomst                 | 900     |
| Geldige stemmen         | 852     |
| Blanco stemmen          | 10      |
| Kandidaten              |         |
| S.H. Anemaet            | 530     |
| J.F. Schuurbeque Boeye  | 226     |
| G.A. Fokker             | 40      |
| G. Groen van Prinsterer | 28      |
| C. Goekoop              | 16      |

## 12 februari 1863
Sebastiaan Anemaet, gekozen bij de verkiezingen van 10 juni 1862, overleed op 21 januari 1863. Om in de ontstane vacature te voorzien werd een tussentijdse verkiezing gehouden.
|                               | 12 februari | 26 februari |
| ----------------------------- | ----------- | ----------- |
| Kiesgerechtigden              | 1.393       | 1.393       |
| Opkomst                       | 1.148       | 1.141       |
| Geldige stemmen               | 1.124       | 1.127       |
| Blanco stemmen                | 11          | 12          |
| Kandidaten                    |             |             |
| J.J. van Kerkwijk             | 341         | 612         |
| J.F. Schuurbeque Boeye        | 303         | 515         |
| C. Goekoop                    | 119         |             |
| W.F. del Campo                | 117         |             |
| O. van Wassenaer van Catwijck | 74          |             |
| J.E. van den Broek            | 74          |             |
| D. van Weel                   | 57          |             |

## 12 juni 1866
De verkiezingen werden gehouden vanwege de afloop van de zittingstermijn van het gekozen lid. 
|                        | 12 juni |
| ---------------------- | ------- |
| Kiesgerechtigden       | 1.288   |
| Opkomst                | 931     |
| Geldige stemmen        | 904     |
| Blanco stemmen         | 9       |
| Kandidaten             |         |
| J.J. van Kerkwijk      | 754     |
| J.F. Schuurbeque Boeye | 107     |
| P.P. van Bosse         | 23      |

## 30 oktober 1866
De verkiezingen werden gehouden na ontbinding van de Tweede Kamer.
|                        | 30 oktober |
| ---------------------- | ---------- |
| Kiesgerechtigden       | 1.288      |
| Opkomst                | 1.027      |
| Geldige stemmen        | 1.004      |
| Blanco stemmen         | 10         |
| Kandidaten             |            |
| J.J. van Kerkwijk      | 725        |
| J.F. Schuurbeque Boeye | 178        |
| J.L. Bernhardi         | 30         |
| A. de Vlieger          | 26         |

## 22 januari 1868
De verkiezingen werden gehouden na ontbinding van de Tweede Kamer.
|                               | 22 januari |
| ----------------------------- | ---------- |
| Kiesgerechtigden              | 1.297      |
| Opkomst                       | 993        |
| Geldige stemmen               | 981        |
| Blanco stemmen                | 10         |
| Kandidaten                    |            |
| J.J. van Kerkwijk             | 705        |
| J.G.H. van Tets van Goudriaan | 222        |
| J.E. van den Broek            | 16         |

## 8 juni 1869
De verkiezingen werden gehouden vanwege de afloop van de zittingstermijn van het gekozen lid.
|                                 | 8 juni |
| ------------------------------- | ------ |
| Kiesgerechtigden                | 1.340  |
| Opkomst                         | 978    |
| Geldige stemmen                 | 957    |
| Blanco stemmen                  | 18     |
| Kandidaten                      |        |
| J.J. van Kerkwijk               | 788    |
| D. van Weel                     | 102    |
| A. Schimmelpenninck van der Oye | 39     |

## 10 juni 1873
De verkiezingen werden gehouden vanwege de afloop van de zittingstermijn van het gekozen lid. 
|                               | 10 juni |
| ----------------------------- | ------- |
| Kiesgerechtigden              | 1.422   |
| Opkomst                       | 1.009   |
| Geldige stemmen               | 1.000   |
| Blanco stemmen                | 9       |
| Kandidaten                    |         |
| J.J. van Kerkwijk             | 738     |
| J.L. de Jonge                 | 234     |
| J.G.H. van Tets van Goudriaan | 22      |

## 12 juni 1877
De verkiezingen werden gehouden vanwege de afloop van de zittingstermijn van het gekozen lid. 
|                   | 12 juni |
| ----------------- | ------- |
| Kiesgerechtigden  | 1.427   |
| Opkomst           | 926     |
| Geldige stemmen   | 919     |
| Blanco stemmen    | 5       |
| Kandidaten        |         |
| J.J. van Kerkwijk | 811     |
| A. de Vlieger     | 100     |

## 14 juni 1881
De verkiezingen werden gehouden vanwege de afloop van de zittingstermijn van het gekozen lid. 
|                   | 14 juni |
| ----------------- | ------- |
| Kiesgerechtigden  | 1.468   |
| Opkomst           | 1.040   |
| Geldige stemmen   | 1.032   |
| Blanco stemmen    | 6       |
| Kandidaten        |         |
| J.J. van Kerkwijk | 711     |
| H. Schonejongen   | 299     |

## 28 oktober 1884
De verkiezingen werden gehouden na vervroegde ontbinding van de Tweede Kamer.
|                         | 28 oktober |
| ----------------------- | ---------- |
| Kiesgerechtigden        | 1.465      |
| Opkomst                 | 1.207      |
| Geldige stemmen         | 1.194      |
| Blanco stemmen          | 12         |
| Kandidaten              |            |
| J.J. van Kerkwijk       | 784        |
| A.F. de Savornin Lohman | 406        |

## 15 juni 1886
De verkiezingen werden gehouden na vervroegde ontbinding van de Tweede Kamer.
|                         | 15 juni |
| ----------------------- | ------- |
| Kiesgerechtigden        | 1.557   |
| Opkomst                 | 1.359   |
| Geldige stemmen         | 1.348   |
| Blanco stemmen          | 9       |
| Kandidaten              |         |
| J.J. van Kerkwijk       | 864     |
| A.F. de Savornin Lohman | 481     |

## 1 september 1887
De verkiezingen werden gehouden na vervroegde ontbinding van de Tweede Kamer.
|                         | 1 september |
| ----------------------- | ----------- |
| Kiesgerechtigden        | 1.517       |
| Opkomst                 | 1.018       |
| Geldige stemmen         | 1.002       |
| Blanco stemmen          | 16          |
| Kandidaten              |             |
| J.J. van Kerkwijk       | 830         |
| A.F. de Savornin Lohman | 167         |

## 6 maart 1888
De verkiezingen werden gehouden na vervroegde ontbinding van de Tweede Kamer.
|                   | 6 maart |
| ----------------- | ------- |
| Kiesgerechtigden  | 3.457   |
| Opkomst           | 3.169   |
| Geldige stemmen   | 3.155   |
| Blanco stemmen    | 14      |
| Kandidaten        |         |
| J.J. van Kerkwijk | 1.797   |
| D.P.D. Fabius     | 1.351   |

## 9 juni 1891
De verkiezingen werden gehouden na ontbinding van de Tweede Kamer.
|                   | 9 juni |
| ----------------- | ------ |
| Kiesgerechtigden  | 3.443  |
| Opkomst           | 2.877  |
| Geldige stemmen   | 2.852  |
| Blanco stemmen    | 18     |
| Kandidaten        |        |
| J.J. van Kerkwijk | 1.852  |
| D.P.D. Fabius     | 990    |

## 10 april 1894
De verkiezingen werden gehouden na vervroegde ontbinding van de Tweede Kamer.
|                   | 10 april |
| ----------------- | -------- |
| Kiesgerechtigden  | 3.379    |
| Opkomst           | 2.491    |
| Geldige stemmen   | 2.465    |
| Blanco stemmen    | 25       |
| Kandidaten        |          |
| J.J. van Kerkwijk | 1.657    |
| T. Heemskerk      | 630      |
| J.G. Gleichman    | 168      |

## 15 juni 1897
De verkiezingen werden gehouden na ontbinding van de Tweede Kamer.
|                   | 15 juni |
| ----------------- | ------- |
| Kiesgerechtigden  | 6.315   |
| Opkomst           | 5.387   |
| Geldige stemmen   | 5.347   |
| Blanco stemmen    | 40      |
| Kandidaten        |         |
| J.J. van Kerkwijk | 3.404   |
| T. Heemskerk      | 1.943   |

## 14 juni 1901
De verkiezingen werden gehouden na ontbinding van de Tweede Kamer.
|                             | 14 juni |
| --------------------------- | ------- |
| Kiesgerechtigden            | 5.919   |
| Opkomst                     | 5.204   |
| Geldige stemmen             | 5.175   |
| Blanco stemmen              | 29      |
| Kandidaten                  |         |
| J.J. Pompe van Meerdervoort | 2.713   |
| J.A. de Bruijne             | 2.462   |

## 17 juni 1901
Jacob Johan van Kerkwijk, gekozen bij de verkiezingen van 15 juni 1897, overleed op 21 mei 1901. Om in de ontstane vacature te voorzien werd een tussentijdse verkiezing gehouden.
|                             | 15 juni |
| --------------------------- | ------- |
| Kiesgerechtigden            | 5.919   |
| Kandidaten                  |         |
| J.J. Pompe van Meerdervoort |         |

Pompe van Meerdervoort was de enige kandidaat; hij werd zonder nadere stemming gekozen verklaard.

## 16 juni 1905
De verkiezingen werden gehouden na ontbinding van de Tweede Kamer.
|                             | 16 juni | 28 juni |
| --------------------------- | ------- | ------- |
| Kiesgerechtigden            | 7.412   | 7.412   |
| Opkomst                     | 6.837   | 7.045   |
| Geldige stemmen             | 6.768   | 7.009   |
| Blanco stemmen              | 69      | 36      |
| Kandidaten                  |         |         |
| R.J.H. Patijn               | 3.339   | 3.709   |
| J.J. Pompe van Meerdervoort | 3.195   | 3.300   |
| W.H. Vliegen                | 234     |         |

## 11 juni 1909
De verkiezingen werden gehouden na ontbinding van de Tweede Kamer.
|                  | 11 juni |
| ---------------- | ------- |
| Kiesgerechtigden | 8.284   |
| Opkomst          | 7.687   |
| Geldige stemmen  | 7.624   |
| Blanco stemmen   | 63      |
| Kandidaten       |         |
| R.J.H. Patijn    | 3.944   |
| H.C. Vegtel      | 3.402   |
| F.M. Wibaut      | 278     |

## 17 juni 1913
De verkiezingen werden gehouden na ontbinding van de Tweede Kamer.
|                  | 17 juni |
| ---------------- | ------- |
| Kiesgerechtigden | 8.974   |
| Opkomst          | 8.208   |
| Geldige stemmen  | 8.129   |
| Blanco stemmen   | 79      |
| Kandidaten       |         |
| R.J.H. Patijn    | 4.361   |
| H.C. Hogerzeil   | 3.244   |
| H.A. Koomans     | 524     |

## 15 juni 1917
De verkiezingen werden gehouden na ontbinding van de Tweede Kamer.
|                  | 15 juni |
| ---------------- | ------- |
| Kiesgerechtigden | 9.399   |
| Kandidaten       |         |
| R.J.H. Patijn    |         |

De zeven in de vorige Tweede Kamer vertegenwoordigde partijen hadden afgesproken in elkaars kiesdistricten geen tegenkandidaten te stellen. Patijn was derhalve de enige kandidaat; hij werd zonder nadere stemming gekozen verklaard.

## Opheffing
De verkiezing van 1917 was de laatste verkiezing voor het kiesdistrict Zierikzee. In 1918 werd voor verkiezingen voor de Tweede Kamer overgegaan op een systeem van evenredige vertegenwoordiging met kandidatenlijsten van politieke partijen.